# Pyrenaria tawauensis
Pyrenaria tawauensis är en tvåhjärtbladig växtart som beskrevs av Hsüan Keng. Pyrenaria tawauensis ingår i släktet Pyrenaria och familjen Theaceae. Inga underarter finns listade i Catalogue of Life.